# Mitchell van der Gaag
Mitchell van der Gaag (Zutphen, 22 oktober 1971) is een Nederlands voetbaltrainer en voormalig voetballer. Na zijn actieve carrière ging hij aan de slag als voetbaltrainer. Eerst in Portugal en later in Nederland bij FC Eindhoven, Excelsior, NAC Breda en Jong Ajax.

## Loopbaan als voetballer
Van der Gaag ging op vijftienjarige leeftijd van BV De Graafschap naar PSV. Hij behoorde daar tot de eerste lichting van het internaat, met onder andere Twan Scheepers, Dick Schreuder, Lloyd Kammeron en Raymond Beerens. Om ervaring op te doen werd hij verhuurd, eerst een jaar aan N.E.C. en vervolgens twee jaar aan Sparta Rotterdam. Hij keerde in 1992 terug naar PSV maar kwam, mede door een zware blessure, in 2,5 seizoen tot slechts 44 wedstrijden in de hoofdmacht van PSV. In de winterstop van het seizoen 1994-1995 vertrok hij naar Schotland, waar hij 2,5 seizoen bij Motherwell speelde.
In de zomer van 1997 keerde hij terug naar Nederland, waar hij ging spelen bij FC Utrecht. Hier speelde hij vier seizoenen. In 2001 verkaste Van der Gaag naar de Portugese club Marítimo Funchal op het eiland Madeira. Bij Marítimo was hij de eerste Nederlandse speler en kende hij een succesvolle tijd. Na vijf jaar tekende hij een contract bij Al Nassr in Saoedi-Arabië, waar hij de Portugees Artur Jorge als trainer had. Hij zou echter maar drie maanden onder contract staan bij Al Nassr. Kort voor de seizoensopening werden Jorge en Van der Gaag verantwoordelijk gehouden voor de slechte voorbereiding. Toen hij hierop ook nog eens geblesseerd raakte, stopte hij met zijn actieve carrière.

## Clubstatistieken
| Seizoen   | Club               | Competitie           | Duels | Goals |
| --------- | ------------------ | -------------------- | ----- | ----- |
| 1988-1989 | PSV                | Eredivisie           | 0     | 0     |
| 1989-1990 | → N.E.C.           | Eredivisie           | 10    | 2     |
| 1990-1991 | → Sparta Rotterdam | Eredivisie           | 22    | 2     |
| 1991-1992 | → Sparta Rotterdam | Eredivisie           | 33    | 2     |
| 1992-1993 | PSV                | Eredivisie           | 16    | 3     |
| 1993-1994 | PSV                | Eredivisie           | 19    | 1     |
| 1994-1995 | PSV                | Eredivisie           | 9     | 0     |
| 1994-1995 | Motherwell         | Scottish Premiership | 2     | 0     |
| 1995-1996 | Motherwell         | Scottish Premiership | 12    | 1     |
| 1996-1997 | Motherwell         | Scottish Premiership | 28    | 7     |
| 1997-1998 | FC Utrecht         | Eredivisie           | 25    | 1     |
| 1998-1999 | FC Utrecht         | Eredivisie           | 16    | 2     |
| 1999-2000 | FC Utrecht         | Eredivisie           | 32    | 6     |
| 2000-2001 | FC Utrecht         | Eredivisie           | 26    | 2     |
| 2001-2002 | Marítimo Funchal   | Primeira Liga        | 28    | 3     |
| 2002-2003 | Marítimo Funchal   | Primeira Liga        | 33    | 6     |
| 2003-2004 | Marítimo Funchal   | Primeira Liga        | 32    | 6     |
| 2004-2005 | Marítimo Funchal   | Primeira Liga        | 30    | 2     |
| 2005-2006 | Marítimo Funchal   | Primeira Liga        | 31    | 1     |
| 2006      | Al Nassr           | Saudi Premier League | 0     | 0     |

## Loopbaan als trainer
Nadat Van der Gaag zijn voetbalcarrière had beëindigd, keerde hij terug naar Marítimo Funchal, waar hij trainer werd van de reserves. Nadat de coach van het eerste elftal van Marítimo, Carlos Carvalhal, in september 2009 zijn contract inleverde, werd Van der Gaag interim-coach. De eerste weken haalde de ploeg onder zijn leiding goede resultaten, waaronder een gelijkspel bij Sporting Lissabon en winst in de thuiswedstrijd tegen FC Porto. Hierop besloot het bestuur Van der Gaag het seizoen af te laten maken. Van der Gaag kwalificeerde zich met Marítimo op de slotdag voor Europees voetbal, hierop besloot het bestuur Van der Gaag ook het daarop volgende seizoen als hoofdcoach aan te stellen. Dit werd echter geen succes: in Europees verband werd de ploeg nog in de voorrondes uitgeschakeld en in de eerste vier wedstrijden van de competitie behaalde de ploeg slechts één punt. Hierdoor werd hij in september 2010 alsnog ontslagen. In de jaren die daarop volgden richtte Van der Gaag zich op het behalen van zijn hoogste trainersdiploma's.
In mei 2012 tekende hij voor drie seizoenen als trainer bij Belenenses, de 'derde' voetbalclub van Lissabon, als opvolger van José Mota. Met die ploeg won hij in 2012/13 de Segunda Liga, met een voorsprong van negentien punten op de nummer twee en bereikte hij de halve finale van de Beker van Portugal. Op 21 september 2013 werd Van der Gaag tijdens een wedstrijd tegen Marítimo Funchal getroffen door een hartaanval. Hij bleek toen al een tijd met een inwendige defibrilator te leven. Hij besloot tijdelijk zijn functie als trainer van Belenenses neer te leggen, om zich op zijn herstel te kunnen richten. Op 7 oktober bracht de club een ode aan hem door een wedstrijd te spelen in oranje voetbalshirts. In januari 2014 leverde hij officieel zijn contract in bij Belenenses. Hij werd opgevolgd door Marco Paulo.
In april 2014 werd Van der Gaag door doktoren weer gezond verklaard. Hierna was hij onder andere kandidaat om hoofdcoach te worden van het Portugese Académica Coimbra en zijn oude ploeg Motherwell. In februari 2015 werd hij aangesteld als hoofdcoach bij het Cyrpiotische Ermis Aradippou, op dat moment actief in de A Divizion.
In het seizoen 2015/16 was Van der Gaag trainer van FC Eindhoven. Hij pakte met de club een periodetitel en loodste de club naar de 4e plaats in de Eerste divisie. Toch maakten de club en de trainer na afloop van het reguliere seizoen bekend dat de club en de trainer, ondanks een nog een jaar doorlopend contract, uit elkaar gingen vanwege een verschil in inzicht. In de hierna nog volgende playoffs voor promotie en degradatie verloor de ploeg in de halve finale van NAC Breda.
Op 1 juni 2016 tekende Van der Gaag een contract voor twee seizoenen bij Excelsior, waarmee hij zijn debuut maakte als trainer in de Eredivisie. Onder zijn leiding beleefde de club uit Kralingen de beste start in de Eredivisie uit de geschiedenis: Excelsior won de eerste twee wedstrijden van het seizoen, achtereenvolgens van FC Twente (1-2) en FC Groningen (2-0). Excelsior kon die goede start echter niet doortrekken en wist in de 27 wedstrijden nadien slechts drie zeges te boeken en belandde na de thuisnederlaag tegen FC Utrecht (1-3) op de voorlaatste plaats. Dreigende degradatie werd echter overtuigend afgewend, Excelsior won vier van de laatste vijf wedstrijden eindigde het seizoen uiteindelijk als twaalfde, de hoogste positie in 32 jaar.
Op 16 mei 2018 werd bekend dat Van der Gaag vanaf 1 juli 2018 trainer zou zijn van NAC Breda. Op 18 maart 2019 stapte hij op, nadat hij zichzelf verantwoordelijk hield voor de slechte resultaten van de club in dat seizoen. Op dat moment bezette NAC de achttiende plaats in de Eredivisie met zeven punten achterstand op de nummer 17. Op 24 mei werd bekend dat hij een contract voor 2 seizoenen heeft getekend bij Ajax, waar hij hoofdtrainer wordt van Jong Ajax.
Op 5 juni 2020 verlengde Van der Gaag zijn contract bij Ajax tot medio 2023. Ondanks dat zijn eerste seizoen in Amsterdam abrupt werd afgebroken door de Coronacrisis gaf Ajax toch aan vertrouwen te hebben in de trainer van Jong Ajax. Het belofteteam van Ajax sloot het seizoen in de Keuken Kampioen Divisie af als nummer vier. Daarnaast was Jong Ajax de meest scorende ploeg in de competitie.
Sinds 2022 was hij assistent-trainer van Erik ten Hag, die hem meenam van Ajax naar Manchester United. In de zomer van 2024 vertrok hij daar, omdat hij weer hoofdtrainer wilde zijn.

## Persoonlijk
Van der Gaag is getrouwd met een dochter van voormalig wielerploegleider Jan Gisbers, met wie hij vier kinderen heeft. Zijn zoons Jordan en Luca spelen in de jeugd bij Benfica, waar Jordan in juni 2016 op zeventienjarige leeftijd zijn eerste profcontract tekende.
1 Bayındır ·
2 Lindelöf ·
3 Mazraoui ·
4 De Ligt ·
5 Maguire ·
6 Martínez ·
7 Mount ·
8 Fernandes  ·
9 Højlund ·
11 Zirkzee ·
13 Dorgu ·
14 Eriksen ·
15 Yoro ·
16 Diallo ·
17 Garnacho ·
18 Casemiro ·
20 Dalot ·
22 Heaton ·
23 Shaw ·
24 Onana ·
25 Ugarte ·
26 Heaven ·
35 Evans ·
37 Mainoo ·
41 Amass ·
43 Collyer ·
55 Fredricson ·
56 Obi ·
Coach: Amorim
· Assistent-coach: Fletcher